# Baqueta Clube de Ritmistas
O Baqueta Clube de Ritmistas é um projeto musical de samba e um blocos de Fortaleza.
Sua sede, e local de ensaios, fica na Rua Dragão do Mar, nº 286, próximo ao Centro Dragão do Mar, na Praia de Iracema em Fortaleza.

## Projetos

### Escolinha de Percussão
A Escola de Percussão do Baqueta contava em 2011 com quase 200 alunos matriculados, entre novatos e veteranos. Seu objetivo é formar ritmistas com um bom nível técnico para compor a bateria do bloco durante os desfiles do Pré-Carnaval de Fortaleza. Na Escolinha são ensinados os seguintes instrumentos:
- Surdo ou Marcação (1ª, 2ª e 3ª)
- Caixa, Tarol e Repicaixa
- Repique ou Repinique
- Tamborim
- Agogô
- Chocalho
- Cuíca
- Timbal

### Bloco do Baqueta
A primeira vez que o Baqueta desfilou no Pré-Carnaval de Fortaleza foi no ano de 2010, quando através de uma parceria com a Casa de Shows Buoni Amici's, a bateria do Baqueta integrou o Bloco Bons Amigos. Já no ano seguinte, em 2011, o Baqueta Clube de Ritmistas decidiu sair de forma totalmente independente, criando o Bloco do Baqueta e sendo eleito já em seu primeiro ano de desfile como o melhor bloco do Pré-Carnaval do Jornal O Povo.

### Baqueta Show
O Baqueta possui também um grupo mais reduzido, composto por aproximadamente 25 ritmistas, que realiza apresentações em festas particulares (casamentos, formaturas, aniversários etc). Seu repertório é o mesmo do bloco.

### Baqueta Cor de Rosa
A expressiva presença das mulheres no Bloco do Baqueta inspirou a criação de uma bateria 100% feminina, que vai desde a diretora de bateria à todas as alas (chocalho, agogô, tamborim, repique, caixa e surdo). 

## História
O Baqueta Clube de Ritmistas foi criado em 2007 pelo seu atual diretor-geral e mestre de bateria Carlos Henrique (Carlinhos). Surgido inicialmente como uma escola de percussão, o Baqueta foi diversificando suas atividades mas mantendo o objetivo  inicial de divulgar a cultura do Samba no estado do Ceará. Para isso, o Baqueta inclui em seu repertório clássicos do samba, sambas-enredos de escolas de samba do carnaval carioca e músicas adaptadas para o ritmo, de diversos cantores, tais como Chico Buarque, Jorge Benjor, Gonzaguinha e Maria Rita. O projeto foi inspirado no tradicional Tamborim Sensação do Rio de Janeiro e fundamentado pela metodologia "O Passo”, utilizada em escolas e oficinas de percussão no Brasil e no exterior.
Em 2012, o projeto chegou na cidade do Rio de Janeiro, ao abrir duas filiais, uma em Laranjeiras, outra na quadra da União de Jacarepaguá, e tendo como coordenador Vinícius Ximenes, cantor e diretor de bateria da Portela